# What Goes Around... Comes Around
«What Goes Around... Comes Around» —figuradamente en español: ‘Lo que va... vuelve’— es una canción interpretada por el cantante y compositor estadounidense Justin Timberlake e incluida en su segundo álbum de estudio FutureSex/LoveSounds, de 2006. El intérprete la compuso y la produjo junto a Nate Hills y Timbaland. Se lanzó en Norteamérica y Europa en formato de descarga digital el 19 de diciembre de 2006 en iTunes Store como el tercer sencillo del disco, a través de la compañía discográfica Jive Records. Es una canción de géneros pop, dance pop y r&b. Su letra trata de una relación amorosa que atraviesa situaciones de traición y perdón.
Obtuvo una buena recepción por parte de los críticos y algunos de ellos la nombraron como «una versión de "Cry Me a River", de 2002». Su buen rendimiento comercial le otorgó al intérprete su tercer número uno consecutivo en las listas estadounidenses Billboard Hot 100 y Digital Songs. Internacionalmente, logró su segundo número uno en el conteo European Hot 100 y además, alcanzó el top diez en Australia, Austria, Canadá, Dinamarca, Francia, Irlanda, Nueva Zelanda y el Reino Unido, entre otros. Se le otorgó certificaciones de platino en Australia, Canadá, Dinamarca y los Estados Unidos y de oro en Nueva Zelanda. Por otro lado, ganó un premio Grammy en la categoría de mejor interpretación vocal pop masculina, en la quincuagésima entrega de los premios Grammy.

## Antecedentes y producción

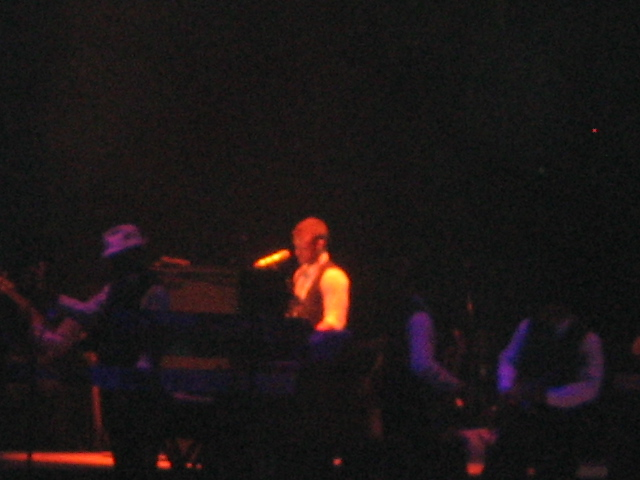
Timberlake interpretando la canción en un piano en Nueva York como parte de su gira FutureSex/LoveShow en 2007.

Después del lanzamiento de su álbum debut Justified en 2002, Timberlake pensó que «perdió su voz», en el sentido de que no le gustaba lo que estaba haciendo. Se sentía «quemado» después de Justified, lo que, en parte, provovó que tomara un descanso de la música para dedicarse a la actuación. El primer papel que tuvo durante este tiempo fue en la película de suspenso Edison —filmada en 2004 y estrenada el 18 de julio de 2006—. Además, apareció en las películas Alpha Dog, Black snake moan, Southland Tales, entre otras.
Cuando se sintió inspirado para volver a componer canciones, no eligió reunirse con su exbanda 'N Sync, aunque consideró hacerlo después de su primer disco. En su lugar, buscó a Timbaland —quien le ayudó en su disco debut— y se reunieron en el estudio en Virginia Beach para comenzar las sesiones de su segundo álbum. Sin embargo, ninguno de ellos tenía una idea de lo que el álbum sería, ni siquiera un título. El intérprete expresó: «Pensé que si podía armar algo que estuvo a la altura del primer disco, lo habría hecho». Le pidió a Nate «Danja» Hills y Timbaland que le colaboraran con la composición de una versión de su anterior sencillo, «Cry Me a River». Con respecto a esto, Danja declaró que: «No teníamos ninguna inspiración que no sea "Cry Me a River", y no en el sentido de imitar la pista, sino en lo que significaba. No había una idea concisa de cómo sería el nuevo tema, pues no se tenía claro cuál era el sonido de su álbum [FutureSex/LoveSounds] para guiarse». Durante los comienzos de grabación de «What Goes Around... Comes Around», los compositores no hacían nada más que perder el tiempo. Cuando Hills comenzó a tocar la guitarra, algo le llamó la atención a Timberlake. En ese momento, comenzó a «tararear la melodía» y luego la letra surgió. Timbaland, quien se encontraba en el teclado junto a Danja, le añadió tambores. Hills comentó, respecto a la grabación, que «todo lo que iba a venir, nos pasó a todos al mismo tiempo». En el momento en que el artista estaba en la cabina de grabación, la pista básica se hizo, luego Timbaland produjo un preludio de la canción. Durante las sesiones, Timbaland y Danja añadieron todo lo demás, incluido los bajos y las cuerdas.

## Composición

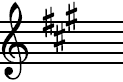
La canción está compuesta en la tonalidad la mayor.

«What Goes Around... Comes Around» es una canción de géneros pop, dance pop y r&b, compuesta y producida por el intérprete junto a Nate Hills y Timbaland. De acuerdo con una partitura publicada en el sitio Musicnotes por Universal Music Publishing, el tema tiene un tempo de 104 pulsaciones por minuto y está compuesto en la tonalidad de la mayor. El registro vocal del artista se extiende desde la nota si♯3 hasta la do♯6. Al comienzo de la canción, hay una línea de armonía de cinco segundos de dos saz —instrumento tradicional turco—, luego el ritmo cambia a una armonía más optimista y con más percusión. La pista original tenía un puente entre los pre-versos, los versos y los estribillos. Sin embargo, tras escuchar la voz del cantante, decidieron quitar el puente porque se percibía «demasiado» y se introdujo un descanso al final. Timbaland colabora en los estribillos. Su letra trata de una relación amorosa que atraviesa situaciones de traición y perdón. El artista reveló que esta es una experiencia que le sucedió a un amigo. Sin embargo, se le catalogó como la «secuela de "Cry me a river"». Tras la comparación entre los dos temas, los fanáticos y críticos la representaron como la relación del intérprete con su exnovia, la cantante Britney Spears. Según Bill Lamb de About.com, en la letra existe «una moraleja».

## Recepción

### Comentarios de la crítica y nominaciones
«What Goes Around... Comes Around» recibió en general buenos comentarios de parte de los críticos. Bill Lamb de About.com afirmó que «es una de las melodías pop más hermosas del año [2007]» y destacó el arreglo de cuerdas. Chris Willman de Entertainment Weekly la llamó «superior», junto con «LoveStoned/I Think She Knows». Spence D del sitio web IGN la nombró «molesta», aunque destacó el uso de voces de eco y los sintetizadores. Quentin Huff de PopMatters recalcó la distorsión vocal, el arreglo de cuerdas y el uso de violines en «What Goes Around... Comes Around» y «LoveStoned/I Think She Knows». Sin embargo, Alexis Petridis de The Guardian afirmó que lo que pretendía Timberlake con esta canción era «otra patada a su ex novia» y agregó que «su letra es agría, pues antes con "Cry Me a River" tenía su razón de existir, pero ahora [él] ya no está con ella y ahora [esta] se encuentra con una carrera en descenso y casada con Jed Clampett por error». La revista Rolling Stone la ubicó entre «las cien mejores canciones del 2007» en la posición veinticuatro. Por su parte, Tom Breihan de The Village Voice la nombró una de las mejores canciones del año 2007 y comentó que: «"Cry Me a River" fue ciertamente un antecedente [de la canción], pero Timbaland y Timberlake se quedaron en su propio camino, girando R&B y teen pop a la perfección [...] "What Goes Around..."  es sorprendentemente [un] salto exitoso en un territorio no registrado». La canción obtuvo dos nominaciones en las categorías de grabación del año y mejor interpretación vocal pop masculina en la quincuagésima entrega de los premios Grammy, en donde se llevó este último, pero el primero lo perdió ante «Rehab» de Amy Winehouse. La canción obtuvo un premio a la canción más interpretada en los ASCAP Awards de 2007.

### Rendimiento comercial
«What Goes Around... Comes Around» tuvo una buena recepción comercial en todo el mundo. En Norteamérica, debutó en la posición sexagésimo cuarta de la lista estadounidense Billboard Hot 100, en la edición del 23 de diciembre de 2006. En la lista Digital Songs, se incluyó el 30 de diciembre del mismo año en el puesto cuadragésimo sexto. En esta misma semana, la canción subió a la posición trigésimo octava en la primera lista mencionada. Tras completar su decimoprimera semana en el Billboard Hot 100 y su décima en el Digital Songs, llegó al número uno, lo cual le valió al cantante su tercer número uno consecutivo en ambas listas —luego de «My Love» y «SexyBack»—. Pero a la edición siguiente, descendió a los lugares tercero y cuarto, respectivamente. Adicionalmente, alcanzó las posiciones número uno, sexta, decimoquinta, decimoséptima y septuagésima sexta en los conteos Pop Songs, Radio Songs, Adult Pop Songs, Dance/Club Play Songs y R&B/Hip-Hop Songs, respectivamente. Recibió la certificación de disco de platino por parte de la Recording Industry Association of America (RIAA) gracias a ventas digitales superiores a un millón de copias y también un disco de oro por más de medio millón de ventas en formato de ringtone. Para abril de 2013, había vendido 2 375 000 copias en el país. En Canadá, se ubicó en la tercera casilla de la lista Canadian Hot 100 y se le otorgó dos certificaciones, una de platino por ventas digitales mayores a 80 000 copias, y otra de oro por más de 20 000 copias vendidas de ringtone, ambas por parte de la Canadian Recording Industry Association (CRIA).
En Europa, tras su séptima semana en la lista European Hot 100, logró el número uno. En Bélgica, tuvo una buena recepción en sus dos regiones: en la región flamenca alcanzó la posición número ocho del conteo Ultratop 50, mientras que en la región valona llegó al número diecisiete en el Ultratop 40. En Suiza, debutó en la casilla sexagésimo segunda, pero a la edición siguiente, salió. No obstante, ingresó nuevamente a la semana siguiente en el número doce y dos ediciones después, llegó a su máxima posición en el puesto quinto y duró allí dos ediciones consecutivas. Llegó a la quinta casilla en las listas musicales de Alemania, Austria, Eslovaquia, Francia y Hungría; y la tercera en Dinamarca y Finlandia, siendo el primero acreditado con un disco de platino por la Federación Internacional de la Industria Fonográfica (IFPI) por vender más de 30 000 descargas digitales. Por otra parte, alcanzó el primer lugar en Rumanía, el sexto en Irlanda, el séptimo en Noruega, el décimo en la República Checa y Suecia, el décimo primero en Italia y el décimo tercero en los Países Bajos. Debutó en el top 40 de la lista británica UK Singles Chart el 17 de febrero de 2007. A su quinta semana en la lista, llegó a su máximo lugar en el número cuatro.
En Oceanía, también tuvo una buena respuesta comercial. En Australia, entró a su primera semana en el tercer puesto del conteo Australian Singles Chart y posteriormente, la Australian Recording Industry Association (ARIA) certificó a la pista con dos discos de platino por más de 140 000 descargas digitales vendidas. Por otro lado, debutó en la casilla cuarenta de la lista neozelandés NZ Top 40 Singles. A su séptima semana de haber ingresado, ascendió al lugar número tres y marcó así su mejor posición en el país. La Recording Industry Association of New Zealand (RIANZ) la acreditó con un disco de oro por vender más de 7500 copias.

## Vídeo musical

### Antecedentes

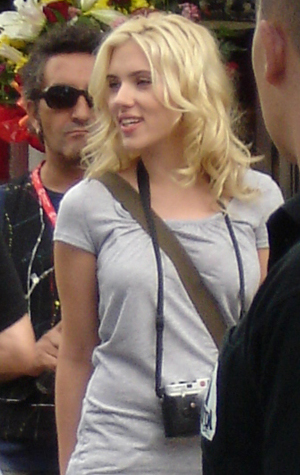
Timberlake y Bayer escogieron a la actriz Scarlett Johansson para una aparición en el vídeo musical de la canción.

El vídeo musical de la canción se realizó como una película corta. Su dirección quedó a cargo de Samuel Bayer. El vídeo muestra diálogos escritos para la película Alpha Dog por el escritor y director estadounidense Nick Cassavetes. Timberlake y Bayer escogieron a la actriz Scarlett Johansson para el vídeo, luego de decidir el uso de actores reales. La escena del tiroteo se realizó en tres días entre la Navidad y el año nuevo de 2006 en la ciudad de Los Ángeles. El amanecer se filmó el 8 de enero de 2007 —tiempo después de grabar las escenas originales—.

### Trama
El vídeo comienza con Timberlake coqueteando con Johansson en el techo de un circo Moulin Rouge. Al principio lo rechaza, pero con el tiempo se va con él para volver a su casa. Entre los cortes, se muestran en la cama acariciándose. Luego, Johansson salta a una piscina a fueras de la casa y flota por debajo de la superficie, como si se estuviera ahogando. Él se asusta y la regresa a la superficie, ella se ríe y lo besa. En otra escena, el intérprete le presenta a una persona ebria, Shawn Hatosy, en el club The One. Este parece estar interesado en la chica, a pesar de que Timberlake le pidió cuidar de ella. Luego regresa y los encuentra besándose en la escalera. Después de golpear a Hatosy, persigue a Johansson en un vehículo, luego de que se subiera a uno también. Johansson tiene un accidente automovilístico, sale volando a través del aire y aterriza a varios metros de distancia. Timberlake nota un cuerpo inmóvil en decúbito sobre el suelo. Se arrodilla sobre ella, mientras que la vista de la cámara se mueve hacia el cielo.
Algunas escenas muestran al cantante interpretando la pista en la escalera con un micrófono, mientras un grupo de chicas desconocidas con pintura roja en sus ojos le bailan a su alrededor.

### Lanzamiento y recepción
El video musical de «What Goes Around... Comes Around» se estrenó exclusivamente el 9 de febrero de 2007 en iTunes Store. En Canadá, debutó en el conteo MuchMusic Top 30 en la posición veintidós el 26 de enero de 2007. Alcanzó el número uno el 27 de abril del mismo año y se quedó en la lista durante siete semanas no consecutivas. Generalmente, obtuvo un buen éxito comercial, pues se convirtió en el vídeo pop más vendido en su promo en iTunes. Se vendieron más de 50 000 copias en cuatro días. Timberlake se convirtió en el primer artista en lanzar un vídeo en formato digital. Obtuvo nominaciones para los MTV Video Music Awards de 2007 en las categorías de mejor director, mejor edición y vídeo del año, en donde ganó el primero, pero los otros dos los perdió ante «Smiley Faces» de Gnarls Barkley y «Umbrella» de Rihanna, respectivamente. También recibió una nominación como mejor vídeo en los MTV Europe Music Awards de 2007, aunque el galardón se lo llevó «D.A.N.C.E.» de Justice.

## Formatos
Descarga digital
| Descarga digital |                                                 |          |  |
| N.º              | Título                                          | Duración |  |
| 1.               | «What Goes Around... Comes Around» (Radio edit) | 5:13     |  |

| The Remixes — EP |                                                                      |          |  |
| N.º              | Título                                                               | Duración |  |
| 1.               | «What Goes Around... Comes Around» (Paul Van Dyk Club Mix)           | 8:47     |  |
| 2.               | «What Goes Around... Comes Around» (Junkie XL Big Room Extended Mix) | 9:47     |  |
| 3.               | «What Goes Around... Comes Around» (Quentin Harris Mix)              | 10:28    |  |
| 4.               | «What Goes Around... Comes Around» (Mysto & Pizzi Main Mix)          | 7:43     |  |
| 5.               | «What Goes Around... Comes Around» (Junkie XL Small Room Mix)        | 4:54     |  |

Sencillo en CD
| Sencillo en CD — Estados Unidos |                                                                      |          |  |
| N.º                             | Título                                                               | Duración |  |
| 1.                              | «What Goes Around... Comes Around» (Paul Van Dyk Club Mix)           | 8:49     |  |
| 2.                              | «What Goes Around... Comes Around» (Junkie XL Big Room Extended Mix) | 9:48     |  |
| 3.                              | «What Goes Around... Comes Around» (Quentin Harris Mix)              | 10:43    |  |
| 4.                              | «What Goes Around... Comes Around» (Mysto & Pizzi Main Mix)          | 7:44     |  |
| 5.                              | «What Goes Around... Comes Around» (Junkie XL Small Room Mix)        |          |  |

| Sencillo en CD y en vinilo de 12" — Estados Unidos |                                                                      |          |  |
| N.º                                                | Título                                                               | Duración |  |
| 1.                                                 | «What Goes Around... Comes Around» (Paul Van Dyk Club Mix)           | 8:47     |  |
| 2.                                                 | «What Goes Around... Comes Around» (Paul Van Dyk Dub)                | 8:17     |  |
| 3.                                                 | «What Goes Around... Comes Around» (Junkie XL Big Room Extended Mix) | 9:47     |  |
| 4.                                                 | «What Goes Around... Comes Around» (Junkie XL Small Room Mix)        | 4:54     |  |
| 5.                                                 | «What Goes Around... Comes Around» (Quentin Harris Mix)              | 10:28    |  |
| 6.                                                 | «What Goes Around... Comes Around» (Mysto & Pizzi Mix)               | 7:43     |  |
| 7.                                                 | «What Goes Around... Comes Around» (Terry Hunter Remix)              | 6:22     |  |
| 8.                                                 | «What Goes Around... Comes Around» (Larry Rock Remix)                | 6:00     |  |

| Sencillo en CD — Europa y Australia |                                                               |          |  |
| N.º                                 | Título                                                        | Duración |  |
| 1.                                  | «What Goes Around... Comes Around» (Radio Edit)               | 5:09     |  |
| 2.                                  | «Boutique in Heaven»                                          | 4:12     |  |
| 3.                                  | «What Goes Around... Comes Around» (Mysto & Pizzi Remix)      | 7:43     |  |
| 4.                                  | «What Goes Around... Comes Around» (Junkie XL Small Room Mix) | 4:54     |  |

| Sencillo en CD — Europa |                                                                         |          |  |
| N.º                     | Título                                                                  | Duración |  |
| 1.                      | «What Goes Around... Comes Around» (Radio Edit)                         | 5:09     |  |
| 2.                      | «What Goes Around... Comes Around» (Sébastien Léger Remix - Radio Edit) | 4:14     |  |

## Posicionamiento en listas

### Semanales
| País              | Lista (2006—07)          | Mejor posición |
| ----------------- | ------------------------ | -------------- |
| Alemania          | German Singles Chart     | 5              |
| Australia         | Australian Singles Chart | 3              |
| Austria           | Austrian Singles Chart   | 5              |
| Bélgica (Flandes) | Ultratop 50              | 8              |
| Bélgica (Valona)  | Ultratop 40              | 17             |
| Canadá            | Canadian Hot 100         | 3              |
| Dinamarca         | Danish Singles Chart     | 3              |
| Eslovaquia        | Slovakia Radio Top 100   | 5              |
| Estados Unidos    | Billboard Hot 100        | 1              |
| Estados Unidos    | Digital Songs            | 1              |
| Estados Unidos    | Pop Songs                | 1              |
| Estados Unidos    | Radio Songs              | 6              |
| Estados Unidos    | Adult Pop Songs          | 15             |
| Estados Unidos    | Dance/Club Play Songs    | 17             |
| Estados Unidos    | R&B/Hip-Hop Songs        | 76             |
| Europa            | European Hot 100         | 1              |
| Finlandia         | Finnish Singles Chart    | 3              |
| Francia           | French Singles Chart     | 5              |
| Hungría           | Rádiós Top 40            | 5              |
| Irlanda           | Irish Singles Chart      | 6              |
| Italia            | Italian Singles Chart    | 11             |
| Noruega           | Norwegian Singles Chart  | 7              |
| Nueva Zelanda     | NZ Top 40 Singles        | 3              |
| Países Bajos      | Dutch Singles Chart      | 13             |
| Reino Unido       | UK Singles Chart         | 4              |
| República Checa   | Czech Singles Chart      | 10             |
| Rumania           | Romanian Top 100         | 1              |
| Suecia            | Swedish Singles Chart    | 10             |
| Suiza             | Swiss Singles Chart      | 5              |

## Sucesión en listas
| Predecesor: «Say It Right» de Nelly Furtado                         | Billboard Hot 100 — Sencillo n.º 1 3 de marzo de 2007 — 10 de marzo de 2007 | Sucesor: «This Is Why I'm Hot» de Mims |
| Predecesor: «This Ain't a Scene, It's an Arms Race» de Fall Out Boy | Digital Songs — Sencillo n.º 1 3 de marzo de 2007 — 10 de marzo de 2007     | Sucesor: «This Is Why I'm Hot» de Mims |
| Predecesor: «Say It Right» de Nelly Furtado                         | Pop Songs — Sencillo n.º 1 24 de marzo de 2007 — 31 de marzo de 2007        | Sucesor: «It's Not Over» de Daughtry   |
| Predecesor: «The Sweet Escape» de Gwen Stefani con Akon             | European Hot 100 — Sencillo n.º 1 7 de abril de 2007 — 20 de abril de 2007  | Sucesor: «Girlfriend» de Avril Lavigne |

### Anuales
| País              | Lista (2006—07)          | Mejor posición |
| ----------------- | ------------------------ | -------------- |
| Australia         | Australian Singles Chart | 31             |
| Austria           | Austrian Singles Chart   | 33             |
| Bélgica([Flandes) | Ultratop 50              | 47             |
| Bélgica (Valona)  | Ultratop 40              | 73             |
| Estados Unidos    | Billboard Hot 100        | 22             |
| Estados Unidos    | Digital Songs            | 29             |
| Estados Unidos    | Radio Songs              | 21             |
| Francia           | French Singles Chart     | 56             |
| Hungría           | Rádiós Top 40            | 48             |
| Nueva Zelanda     | NZ Top 40 Singles        | 25             |
| Países Bajos      | Dutch Singles Chart      | 47             |
| Reino Unido       | UK Singles Chart         | 28             |
| Rumanía           | Romanian Top 100         | 2              |
| Suecia            | Swedish Singles Chart    | 70             |
| Suiza             | Swiss Singles Chart      | 17             |

## Certificaciones
| País           | Organismo certificador | Certificación  | Simbolización | Ref.   |
| -------------- | ---------------------- | -------------- | ------------- | ------ |
| Australia      | ARIA                   | 2× Platino     | 2▲            | [ 17 ] |
| Canadá         | CRIA                   | Platino        | ▲             | [ 18 ] |
| Canadá         | CRIA                   | Oro (ringtone) | ●             | [ 18 ] |
| Dinamarca      | IFPI — Dinamarca       | Platino        | ▲             | [ 19 ] |
| Estados Unidos | RIAA                   | Platino        | ▲             | [ 20 ] |
| Estados Unidos | RIAA                   | Oro (ringtone) | ●             | [ 20 ] |
| Nueva Zelanda  | RIANZ                  | Oro            | ●             | [ 21 ] |
| Reino Unido    | BPI                    | Plata          | ♦             | [ 98 ] |

## Premios y nominaciones
A continuación, una lista de algunos de las nominaciones y premios que obtuvo la canción en distintas ceremonias de premiación.
| Año  | Ceremonia de premiación | Categoría                                | Resultado | Ref.   |
| ---- | ----------------------- | ---------------------------------------- | --------- | ------ |
| 2007 | ASCAP Awards            | Canción más interpretada                 | Ganador   | [ 39 ] |
| 2007 | MTV Video Music Awards  | Vídeo del año                            | Nominado  | [ 73 ] |
| 2007 | MTV Video Music Awards  | Mejor dirección                          | Ganador   | [ 73 ] |
| 2007 | MTV Video Music Awards  | Mejor edición                            | Nominado  | [ 73 ] |
| 2007 | MTV Europe Music Awards | Mejor vídeo                              | Nominado  | [ 75 ] |
| 2008 | Premios Grammy          | Grabación del año                        | Nominado  | [ 38 ] |
| 2008 | Premios Grammy          | Mejor interpretación vocal pop masculina | Ganador   | [ 22 ] |

## Créditos y personal
- Davis Barnett: Viola.
- Jeff Chestek: Arreglo de cuerdas.
- Jenny D'Lorenzo: Violonchelo.
- Jimmy Douglass: Mezcla.
- Larry Gold: Conductor y arreglos.
- Nathaniel Hills: Batería, claves, producción y composición.
- Gloria Justin: Violín.
- Emma Kummrow: Violín.
- Timothy Mosley: Batería, claves, mezcla, productor, arreglo de cuerdas y compositor.
- Charles Parker, Jr: Violín.
- John Stahl: Asistente en arreglo de cuerdas.
- Igor Szwec: Violín.
- Justin Timberlake: Voz, compositor y productor.

Fuente: Folleto de FutureSex/LoveSounds y Discogs.